# Nio kvinnor nio liv
Nio kvinnor nio liv är en svensk kollektivbok som utgavs av bokförlaget Prisma i maj 1977.
Boken innehåller bidrag av Ingela Blomberg, Elisabeth Dahlin, Eva Eisenhauer, Si Felicetti, Birgitta Lagerström, Gunilla Molloy, Lena Olsson, Inga-Lisa Sangregorio och Ebba Witt-Brattström. De var medlemmar av basgruppen Aurora inom Grupp 8 i Stockholm och skriver om sina liv och hur dessa påverkats efter att de anslutit sig till kvinnorörelsen. Författarna säger sig vilja kunna arbeta, bo, leva och älska som fria människor och att ett viktigt steg i denna riktning är att erkänna att deras egna erfarenheter av privatlivet och deras egna förhållanden till familj, män, barn och sexualitet är viktiga politiska erfarenheter.
Boken blev en stor framgång och trycktes i flera upplagor. Den uppfattades av många som en motståndets utopi byggd på systersolidaritet och aktivism. Enligt idéhistorikern Emma Isaksson visade kvinnornas berättelser att formeln "Det personliga är politiskt" var mer än en slogan. I boken uppges att basgruppen Aurora bestod av nio kvinnor, men de var egentligen elva. Två av medlemmarna, Anita Kempe och Barbro Lindmark, avböjde att medverka av personliga skäl.